# Synaptura commersonnii
Synaptura commersonnii är en fiskart som först beskrevs av Lacepède 1802.  Synaptura commersonnii ingår i släktet Synaptura och familjen tungefiskar. Inga underarter finns listade i Catalogue of Life.